# ГЕС Бавона
ГЕС Бавона — гідроелектростанція на південному сході Швейцарії. Одна з двох станцій другого ступеня гідровузла Маджія, створеного в сточищі однойменної річки (права притока Тічино, що впадає у середню течію останньої — озеро Маджоре).
Ресурс для роботи ГЕС накопичується у водосховищі Lago-di-Robiei, розташованому на південному схилі Лепонтинських Альп. Для цього у боковому відгалуженні долини струмка Riale-di-Robiei (права притока Бавони, що, своєю чергою, є правою притокою згаданої вище Маджії) спорудили гравітаційну греблю висотою 68 метрів та довжиною 360 метрів, на спорудження якої пішло 180 тис. м3 матеріалу. Вона утримує водойму із площею поверхні 0,24 км2 та об'ємом 6,9 млн м3, до якої надходить ресурс:
- Відпрацьований на ГЕС Robiei (живиться зі сховищ у верхів'ях Маджії та Бавони).
- Відпрацьований на ГЕС Alstafel, яка працює на воді зі сховища Griessee, створеного на протилежному, північному боці Лепонтинських Альп у сточищі струмка Griesseebach (впадає в Agene, ліву притоку Рони). Дериваційний тунель від станції Alstafel на своєму шляху має також шість додаткових водозаборів на струмках долини Бедреттал (верхів'я річки Тічино).

- З водосховища Lago-di-Zott на струмку Ri-del-Zott (зливається з Riale-di-Robiei за сотню метрів від впадіння в Бавону). Воно має площу поверхні 0,13 км2, об'єм 1,59 млн м3, та утримується арковою греблею висотою 36 метрів та довжиною 145 метрів, на спорудження якої витратили 16 тис. м3 матеріалу. Рівень води у Lago-di-Zott та Lago-di-Robiei однаковий, завдяки чому вони діють як єдиний резервуар[2].
- З трьох додаткових водозаборів на місцевих потоках (в тому числі на Бавоні нижче за греблю Cavagnoli, яка накопичує ресурс для роботи верхнього ступеня гідровузла)[3][4].

Від сховища Lago-di-Robiei дериваційний тунель веде до машинного залу, розташованого нижче по долині Бавони. Зал обладнано двома турбінами типу Пелтон потужністю по 81 МВт, які працюють при середньому напорі у 887 метрів, що забезпечує виробництво 321 млн кВт·год електроенергії на рік.
Відпрацьована вода відводиться до резервуара Peccia для використання на третьому ступені гідровузла ГЕС Каверньо.
Як і інші об'єкти гідровузла Маджія, Бавона керується дистанційно з диспетчерського центру Локарно.